# 佐用町立久崎小学校
佐用町立久崎小学校（さようちょうりつ くさきしょうがっこう）は、兵庫県佐用郡佐用町久崎にあった公立小学校。卒業後は原則的に佐用町立上月中学校に進学する。佐用町立上月小学校、佐用町立幕山小学校と統廃合され、2015年廃校となった。

## 学校教育目標
「あかるさ、やさしさ、たくましさが根づき、羽ばたく久崎っ子の育成」 

## 進学先中学校
- 佐用町立上月中学校